# Ignacio de la Carrera y de las Cuevas
Ignacio de la Carrera y de las Cuevas (Santiago o Valle de Limarí, Capitanía General de Chile, 1747 - 1819) fue un aristócrata chileno de origen español  que participó en el proceso de independencia de Chile.

## Biografía
Nacido en 1747 fue hijo de Ignacio de la Carrera y Ureta, de quien heredó la fortuna extraída de las minas de Tamaya, y de Doña Francisca Javiera de las Cuevas y Pérez de Valenzuela. Fue coronel de las Milicias Reales, Alcalde de Santiago en 1773, Maestre de Campo; Coronel del Regimiento de Caballería del Príncipe hasta 1803 y más tarde miembro de la Primera Junta Nacional de Gobierno de Chile en el cargo de vocal de la misma. Contrajo matrimonio con Francisca de Paula Verdugo Fernández de Valdivieso y Herrera, siendo ambos los padres de los hermanos Carrera.

### Carrera militar
Su carrera militar comienza el 11 de julio de 1777 en el regimiento de caballería de milicias del Príncipe en la ciudad de Santiago. En 1780, con motivo de la guerra con Inglaterra, se le encarga conducir al puerto de Valparaíso cuatro compañías de milicias que estaban destinadas a reforzar la guarnición en la ciudad de Valdivia.
En octubre de 1779, fue nombrado por el rey como teniente coronel del regimiento de milicias de caballería del Príncipe. En 1796 fue ascendido a Coronel pero no consiguió este grado en el ejército. Se concedió su retiro, con fuero pero sin derecho a uso de uniforme el 30 de agosto de 1803, la cual se cumplió en marzo de 1804.
Años más tarde fue nombrado brigadier de los Ejércitos por su propio hijo José Miguel Carrera, acto que le tomó por sorpresa por lo que se vio forzado a salir de Santiago para asumir el mando.

### Carrera política
En 1810 fue elegido vocal de la Junta de Gobierno participando además en otras actividades vinculadas con el proceso de emancipación.
Tras la reconquista española fue deportado a la isla Juan Fernández, donde fue liberado en 1817 para volver a Santiago. Allí fue informado de la muerte de sus hijos Juan José y Luis el 8 de abril de 1818, además del exilio de su hija, Javiera.